# Juye
Juye (chinesisch 巨野县, Pinyin Jùyě Xiàn) ist ein Kreis, der zum Verwaltungsgebiet der bezirksfreien Stadt Heze im Südwesten der ostchinesischen Provinz Shandong gehört. Die Fläche beträgt 1.303 Quadratkilometer und die Einwohnerzahl 860.581 (Stand: Zensus 2010). 1999 zählte Juye 889.356 Einwohner.